# Замок Монівеа
Замок Монівеа (англ. Monivea Castle) — один із замків Ірландії, стоїть в графстві Ґолвей біля однойменного селища Монівеа. Замок нажав ірландському клану О'Келлі. Збудований в норманському стилі з дикого каменю. Замок був придбаний кланом Френч, який розбудував замок, розширив земельні володіння навколо замку. вважається, що розквіт замку та маєтку Монівеа припадає на 1876 рік. Тоді маєток займав 12,121 акрів землі, крім того, володіння включали ліс Монівеа та мавзолей Монівеа. Землі використовувались орендарями згідно волі орендодавця. У більш віддалених від замку землях велося орендарями сільське господарство.
Замок Монівеа стоїть серед лісу за кам'яною стіною, оточеною п'ятьма рядами віковічних буків. Біля замку є мавзолей родини Френч. Мавзолей Френч збудований Кетлін Френч для її покійного батька Роберта Персі Френча. Побудований за проектом архітектора Френсіса Перса (брата Августи Грегорі). Мавзолей будували 4 роки і витратили на будівництво 10 000 £ (більше двох мільйонів на сучасні гроші). Мавзолей збудований з гранітних блоків, добутих в графстві Віклоу, структура мавзолею нагадує замок. Мавзолей має готичні арки і оздоблені дубові двері. Вітражні вікна створюють спокійну атмосферу. Є чорно-білий мармуровий вівтар, вітраж центрального вікна зображає Воскресіння. На кожній бічній стінці є вітражі, які зображають кожен із 14 кланів графства Ґолвей. Вітражі зроблені відомою фірмою «Франц Маєр». Гранітні колони охороняють вхід до вівтаря, чотири мармурові колони забезпечують підтримку конструкції. Високі готичні арки оточують скульптуру Роберта Персі Френча роботи італійського скульптора Франческо Джераце. Біля скульптури напис: «Il lui sera beaucoup pardonne car il a beaucoup aime» («Багато йому буде прощено, бо він багато любив» (фр.)
Поруч біля замку Монівеа є ліс Монівеа, що вважається природною пам'яткою Ірландії. Ліс Монівеа має найбільше біорізноманіття з усіх лісів графства Ґолвей. Це один з небагатьох давніх лісів Ірландії, які збереглися до нашого часу. Нині цей ліс охороняється державою Ірландія.